# Additive Zahlentheorie
In der additiven Zahlentheorie wird das Verhalten von Mengen ganzer Zahlen unter Addition untersucht. In der multiplikativen Zahlentheorie steht dagegen das Verhalten unter Multiplikation im Zentrum (Theorie der Primzahlen).
Bei Problemen der additiven Zahlentheorie fanden wie in der multiplikativen Zahlentheorie häufig Methoden der analytischen Zahlentheorie Verwendung, so die Hardy-Littlewood-Kreismethode und die Methode trigonometrischer Summen von Iwan Matwejewitsch Winogradow sowie Siebmethoden. Von besonderem Einfluss auf die Ausrichtung dieses Gebiets der Zahlentheorie war ein Aufsatz von Lew Genrichowitsch Schnirelman von 1930, in dem er Dichten von Mengen natürlicher Zahlen einführte (Schnirelmann-Dichte) und damit Aussagen über die Summen von Mengen natürlicher Zahlen traf und Ergebnisse im Umfeld der Goldbachschen Vermutung fand. Ist {\displaystyle A} eine Teilmenge natürlicher Zahlen, dann ist die Schnirelmann-Dichte definiert als: 
{\displaystyle \sigma (A)=\inf _{n\in \mathbb {N} }{\frac {A(n)}{n}}}
mit {\displaystyle A(n)} der Anzahl der Elemente von {\displaystyle A} kleiner oder gleich {\displaystyle n}. 
Die Summenmenge (Minkowski-Summe) {\displaystyle A+B} ist die Menge aller Summen {\displaystyle a+b} mit {\displaystyle a\in A} und {\displaystyle b\in B}. Entsprechend steht {\displaystyle kA} für die k-fache Summe {\displaystyle A+\cdots +A}. Als Mengen kommt zum Beispiel die Menge {\displaystyle P} der Primzahlen in Betracht.

## Resultate und Probleme
Zu den bedeutenden Resultaten und Problemen der additiven Zahlentheorie zählen nicht zuletzt die folgenden:
- Welche natürlichen Zahlen lassen sich als Summe zweier Quadrate darstellen ? Das lässt sich mit {\displaystyle (a^{2}+b^{2})(c^{2}+d^{2})={(ac-bd)}^{2}+{(ad+bc)}^{2}} auf die schon von Pierre de Fermat bzw. Leonhard Euler (Zwei-Quadrate-Satz)  beantwortete Frage zurückführen, welche Primzahlen als Summe von zwei Quadraten darstellbar sind.
- Vier-Quadrate-Satz von Joseph Louis Lagrange
- Die Goldbachsche Vermutung und Resultate aus deren Umfeld. Die Vermutung besagt, dass {\displaystyle 2P} die geraden Zahlen größer als 2 enthält.
- Das Waringsche Problem:  Wie groß muss {\displaystyle h} in {\displaystyle hA_{k}} sein, damit diese Menge alle natürlichen Zahlen enthält? Dabei ist {\displaystyle A_{k}=\lbrace 0^{k},1^{k},2^{k},3^{k},\cdots \rbrace }.
- Beweis der ({\displaystyle \alpha +\beta })-Hypothese von Schnirelmann und Edmund Landau durch Henry Mann, der dafür den Colepreis erhielt:[2] Sei {\displaystyle A+B\neq \mathbb {N} }, dann gilt {\displaystyle \sigma (A+B)\geq \sigma (A)+\sigma (B)}.

Melvyn Nathanson unterscheidet direkte Probleme der klassischen additiven Zahlentheorie, in denen es darum geht, die Struktur und die Eigenschaften von Summenmengen {\displaystyle kA} zu bestimmen. Daneben gibt es inverse Probleme, bei denen es darum geht, aus der Struktur der Summenmenge {\displaystyle A+B} Aussagen über die Struktur von {\displaystyle A} und {\displaystyle B} zu erhalten. Ein prototypisches Beispiel ist der Satz von Gregory Freiman. {\displaystyle A} sei eine endliche Menge natürlicher Zahlen und die Summenmenge {\displaystyle 2A} klein (das heißt, es gibt eine Konstante {\displaystyle c} mit {\displaystyle |A+A|<c|A|}). Dann gibt es eine n-dimensionale arithmetische Folge der Länge {\displaystyle c_{1}|A|} die {\displaystyle A} enthält, wobei die Konstante {\displaystyle c_{1}} nur von {\displaystyle c} und {\displaystyle n} abhängt. 
Es gibt Verbindungen zur additiven Kombinatorik. Manchmal wurden auch Probleme der diophantischen Geometrie dazugerechnet, doch finden hier eigene Methoden Anwendung.
Statt der Addition in natürlichen Zahlen kann man auch allgemein abelsche Gruppen oder Halbgruppen betrachten.